# سیارک ۸۵۷۳
سیارک ۸۵۷۳ (به انگلیسی: 8573 Ivanka، نامگذاری:1996VQ) هشت هزار و پانصد و هفتاد و سومین سیارک کشف شده‌است که در ۴ نوامبر ۱۹۹۶ کشف شد.
قدر مطلق سیارک برابر ۱۲٫۴۰ است.